# زمین‌لرزه ۱۹۰۷ مکزیک
زمین‌لرزه مکزیک  در تاریخ ۱۵ آوریل ۱۹۰۷ میلادی، برابر با ‎۲۵ فروردین ۱۲۸۶، ساعت ۶:۰۸:۰۶ به زمان یوتی‌سی در مکزیک رخ داد. بزرگی آن ۷٫۹ در مقیاس Mw اعلام شده‌است. زمین‌لرزه به وقت محلی در روز دوشنبه، ساعت ۰ روی داده و منطقه زمانی آن یوتی‌سی -۶ بوده‌است (با لحاظ تغییر ساعت تابستانی).
سازمان زمین‌شناسی آمریکا نیز جای این زمین‌لرزه را در مختصات ۱۷°شمالی ۱۰۰°غربی / ۱۷°شمالی ۱۰۰°غربی و بزرگی آنرا برابر با ۸٫۱ در مقیاس ریشتر اعلام کرده‌است. ژرفای گزارش شده از سوی این سازمان ۶۰ کیلومتر می‌باشد.
سونامی در این زلزله گزارش شده‌است.